# Sol levante (film)
Sol levante (Rising Sun) è un film del 1993 diretto da Philip Kaufman, tratto dall'omonimo romanzo di Michael Crichton.

## Trama
Los Angeles, durante una serata di gala presso il quartier generale della Nakamoto, appena inaugurato, un keiretsu giapponese, una ragazza di nome Cheryl Lynn Austin, viene trovata morta, apparentemente dopo un violento incontro sessuale. Il detective di polizia Webster "Web" Smith e John Connor, ex capitano di polizia ed esperto di affari giapponesi, vengono inviati come collegamento tra i dirigenti giapponesi e l'ufficiale inquirente, l'ex socio di Smith, Tom Graham. Durante l'inchiesta iniziale, Connor e Smith riesaminano le riprese della telecamera di sorveglianza e si rendono conto che manca uno dei dischi.
Smith e Connor sospettano Eddie Sakamura, il fidanzato yakuza di Cheryl, di averla uccisa e lo interrogano a una festa in casa. Sakamura promette di portare qualcosa a Connor che, a malincuore, lo lascia andare dopo aver confiscato il suo passaporto. Ishihara, un impiegato della Nakamoto che Connor aveva precedentemente interrogato, consegna il disco mancante, che mostra chiaramente Sakamura che uccide Cheryl. Graham e Smith guidano un'incursione SWAT sulla casa di Sakamura. Prova a fuggire in un'auto sportiva, ma si schianta e viene ucciso.
Smith scopre che Sakamura aveva tentato di contattarlo in merito al disco mancante, quindi lui e Connor portano il disco a un esperto, Jingo Asakuma, che rivela che il disco è stato modificato digitalmente per implicare Sakamura.
Nakamoto è nel bel mezzo di trattative delicate per l'acquisizione di una società americana di semiconduttori, con il senatore John Morton, un ospite alla festa, cambiando bruscamente la sua posizione su un disegno di legge che impedirebbe la fusione. Sospettando che il suo improvviso spostamento sia in qualche modo legato all'omicidio, Connor e Smith tentano di interrogarlo nel suo ufficio della compagnia, ma senza successo. Al ritorno nell'appartamento di Smith, il duo trova Sakamura vivo e vegeto. Rivela che quel giorno era stato pedinato da Tanaka, un agente di sicurezza della Nakamoto che cercava di localizzare il disco originale. Non volendo essere visto con Sakamura, Tanaka ha rubato la sua auto sportiva e si è suicidato facendola precipitare. Sakamura consegna a Connor il disco originale, ma prima che possa partire, il tenente Graham arriva con Ishihara. Sakamura viene ucciso combattendo contro gli uomini di Ishihara, e Smith viene colpito e lasciato a morte, sopravvivendo solo grazie a un giubbotto antiproiettile.
Dopo essere stato interrogato, Smith viene messo in congedo retribuito a causa di un'indagine in corso su una precedente accusa di corruzione. Raggruppati con Connor e Jingo, i tre vedono il filmato di sorveglianza originale, che mostra il senatore Morton mentre esegue l'asfissia erotica su Cheryl. Credendo falsamente di averla uccisa, Morton cambia posizione sul disegno di legge per rimanere nelle grazie di Nakamoto. Dopo aver lasciato la sala del consiglio, il filmato mostra un'altra figura che si avvicina e uccide Cheryl per strangolamento.
Sperando di far saltar fuori l'assassino, Connor e Smith inviano un fax a Morton che mostra il suo coinvolgimento nell'omicidio. Morton contatta Ishihara, rivelando all'esecutivo di essere al sicuro, e poi Morton si suicida. Connor, Smith e Jingo interrompono i negoziati di fusione per mostrare il filmato di sorveglianza al presidente Nakamoto Yoshida. Bob Richmond, un avvocato americano che lavora per la Nakamoto, si rivela essere l'assassino e cerca di scappare, solo per essere poi ucciso dagli amici di Sakamura.
Yoshida prova l'innocenza sua e dei suoi colleghi, esiliando silenziosamente Ishihara in un lavoro d'ufficio in Giappone. Smith porta Jingo a casa, dove mette in dubbio se Richmond fosse davvero l'assassino, o se stesse semplicemente proteggendo qualcuno più in alto nella compagnia.

## Differenze tra il film ed il romanzo
Rispetto al romanzo di Michael Crichton, il film smussa la parte relativa "all'invasione commerciale nipponica" negli Stati Uniti. Evidenzia invece alcune parti relative alle tradizioni, mentalità e azioni orientali.

Inoltre vengono cambiati alcuni nomi: il tenente Smith viene ribattezzato Webster (nel romanzo si chiama Peter), così come l'informatica Asakuma diventa Jingo (nel romanzo Theresa).

Anche i legami sentimentali tra la Asakuma e Connor sono un'innovazione del film rispetto al romanzo.